# 亘理大橋
亘理大橋（わたりおおはし）は、宮城県岩沼市 - 亘理郡亘理町の阿武隈川に架かる宮城県道10号塩釜亘理線の橋長663.2 m（メートル）の桁橋。

## 概要
本橋は阿武隈川の最も河口側に架かる橋である。
亘理大橋は完成当初、橋長が日和大橋に次いで宮城県内で2番目に長く、2020年3月末現在でも県内4位の長大橋となっている。
- 形式 - 鋼3径間連続箱桁橋3連
- 活荷重 - 1等橋 (TL-20)
- 橋長 - 663.200 m
  - 支間割 - ( 3×70.000 m ) + ( 74.800 m + 90.000 m + 74.800 m ) + ( 3×70.000 m )
- 幅員
  - 総幅員 - 11.500 m
  - 有効幅員 - 10.000 m
  - 車道 - 7.000 m
  - 歩道 - 3.000 m
- 床版 - 鉄筋コンクリート
- 総鋼重 - 2,734 t
- 施工 - 日本鋼管[注釈 1]・松尾橋梁[注釈 2]・横河橋梁製作所[注釈 3]
- 架設工法 - 手延べ送出し工法

## 歴史
本橋の架橋以前は荒浜の渡しとして歩行者のみしか往来できなかった。塩釜亘理線は仙台港の開発の進展などに伴い重要幹線となりつつあり、自動車交通の可能となる架橋が望まれていたことから、1972年度（昭和47年度）に国橋梁整備事業に採択され、宮城県により事業化された。橋梁本体は1973年（昭和48年）に着手し、1981年（昭和56年）6月20日に開通した。
架設に際しては、大河・阿武隈川の河口でありながら、河口砂州形成のため台船架設は難しく、また、地盤も極めて劣悪であることから支保工を要する架設工法も除外され、送出し工法による架設が決まった。そこで本橋は3径間連続桁が3連からなることから、まず第1期として左岸側および中央を連結機で結合し、重連して送出し架設を行い、次に第2期として右岸側を送出し架設することになった。